# Lazisko
Lazisko es un municipio del distrito de Liptovský Mikuláš en la región de Žilina, Eslovaquia, con una población estimada a final del año 2024 de 371 habitantes.
Se encuentra ubicado al sureste de la región, cerca del curso alto del río Váh (cuenca hidrográfica del Danubio), de los montes Tatras y de la frontera con Polonia y las regiones de Prešov y Banská Bystrica.

## Demografía
| Año        | 1994 | 2004    | 2014    | 2024    |
| ---------- | ---- | ------- | ------- | ------- |
| Población  | 428  | 424     | 404     | 371     |
| Diferencia |      | −0,93 % | −4,71 % | −8,16 % |

| Año        | 2023 | 2024    |
| ---------- | ---- | ------- |
| Población  | 365  | 371     |
| Diferencia |      | +1,64 % |